# Mungu ibariki Afrika
Mungu ibariki Afrika is het nationale volkslied van Tanzania.
| Swahili |  | Nederlands |
| --- |  | --- |
| Mungu ibariki Afrika Wabariki Viongozi wake Hekima Umoja na Amani Hizi ni ngao zetu Afrika na watu wake. Ibariki Afrika Tubariki watoto wa Afrika. Mungu ibariki Tanzania Dumisha uhuru na Umoja Wake kwa Waume na Watoto Mungu Ibariki Tanzania na watu wake. Ibariki Tanzania Tubariki watoto wa Tanzania. |  | God zegen Afrika Zegen zijn leiders Wijsheid eenheid en Vrede zijn onze bescherming: Afrika en zijn volk. Zegen Afrika, Zegen ons, de kinderen van Afrika. God zegen Tanzania. Schenk ons eeuwige vrijheid en eenheid Onze vrouwen, mannen en kinderen. God zegen Tanzania en zijn volk. Zegen Tanzania, Zegen ons, de kinderen van Tanzania. |

Onafhankelijke staten: Algerije · Angola · Benin · Botswana · Burkina Faso · Burundi · Centraal-Afrikaanse Republiek · Comoren · Congo-Brazzaville · Congo-Kinshasa · Djibouti · Egypte · Equatoriaal-Guinea · Eritrea · Ethiopië · Gabon · Gambia · Ghana · Guinee · Guinee-Bissau · Ivoorkust · Kaapverdië · Kameroen · Kenia · Lesotho · Liberia · Libië · Madagaskar · Malawi · Mali · Marokko · Mauritanië · Mauritius · Marokko · Mozambique · Namibië · Niger · Nigeria · Oeganda · Rwanda · Sao Tomé en Principe · Senegal · Seychellen · Sierra Leone · Somalië · Soedan · Swaziland · Tanzania · Tsjaad · Togo · Tunesië · Zambia · Zimbabwe · Zuid-Afrika · Zuid-Soedan
Niet algemeen erkende landen: Somaliland · Westelijke Sahara
Afhankelijke gebieden: Mayotte · Réunion (onofficieel) · Saint Helena, Ascension and Tristan da Cunha (onofficieel)